# Тест на общие предпосылки к обучению
Тест OSP или тест на общие предпосылки к обучению (чеш. Test obecných studijních předpokladů) - вступительный экзамен в бакалавриат некоторых чешских высших учебных заведений, проверяющий учебный потенциал абитуриентов. Данный тест проверяет не знания школьной программы, а способности и навыки, необходимые для успешной учёбе в университете. К таким навыкам относится логическое мышление, работа с информацией, содержащейся в тексте, графиках, таблицах, различение значений понятий, умение быстро оперировать с числами и соотносить между собой различные факты и видеть закономерности.
Тест на общие предпосылки к обучению сдается при поступлении в государственные вузы на некоторые специальности, например, юриспруденцию, психологию, политологию, экономику, социологию.

## Тест OSP организации Scio
Тест на общие предпосылки к обучению (OSP) — национальный сравнительный экзамен, который проводится организацией SCIO шесть раз в год. Национальные сравнительные экзамены заменяют или дополняют вступительные экзамены в большинстве вузов Чехии, а также Словакии.
За год абитуриент может попробовать написать данный тест несколько раз, а чешские вузы будут рассматривать лучший результат. С каждым годом все больше факультетов чешских вузов решают не проводить собственные вступительные экзамены, а зачислять студентов на основании результатов OSP. В 2015 году по результатам национального сравнительного экзамена OSP принимали студентов 50 факультетов чешских вузов.
Некоторые факультеты принимают только по результатам OSP, а некоторые предлагают абитуриентам выбор: предоставить результаты OSP или сдавать экзамены на факультете.

### История теста
Тест на общие предпосылки к обучению (OSP) стал использоваться в чешской системе образования во второй половине 90-х годов XX века по инициативе организации Scio. Тест OSP составлен на основе теста General Record Examination, на протяжении долгого времени используемого в США. Так же как и в США, он играет большую роль в приемных кампаниях в вузы.

### Разделы теста
Тест OSP организации Scio состоит из четырёх частей — вербальной, аналитической, количественной и аргументационной.
Вербальная часть теста проверяет умение абитуриента работать с языком, видеть различные уровни информации, содержащиеся в языковом выражении, использовать язык в его самых широких и при этом точных границах. Задания теста основаны на сравнении отдельных слов или пар слов, определение их отношений (синонимичность, антонимичность) и работе с отрывками текстов. Этот раздел — один из самых сложных для иностранных абитуриентов. Здесь проверяется умение работать с языком, знание лексики и способности понимать сложные тексты. Например, нужно сравнивать слова или пары слов, определять их отношение (синонимичность, антонимичность), дополнять предложения пропущенными словами. Тест также включает несколько объемных текстов — заданием, например, может быть резюмировать главную мысль или определить авторскую интенцию. Этот раздел — один из самых сложных для иностранных абитуриентов.
Аналитическая часть также частично построена на работе с языком (понимание текста), но задания этой части проверяют способности логического мышления (в заданиях даны конкретные факты, которые абитуриент должен соотнести между собой). Важно быстро проводить сложные мыслительные операции и уметь организовать свою работу (например, при чтении текста делать заметки, чтобы потом быстрее отвечать на вопросы). Сюда включены задания на решение логических головоломок, применение правил простых фиктивных игр.
Третья часть теста OSP — количественная. В этой части абитуриенты работают с математическими операциями. Необходимы знания основ математики. Это задания с процентами, геометрическими фигурами, неизвестными величинами, анализы графиков и таблиц.
В аргументационной части проверяются способности абитуриентов работать с текстом, понимать его смысл и видеть логические связи. Необходимо продемонстрировать умение аргументировать и критически мыслить. Например, заданием может быть сопоставительное чтение отрывков двух текстов на общую тему. Абитуриент должен отметить, чем отличаются позиции авторов, или указать, какие утверждения могут следовать из данных текстов.

### Как высчитывается балл
Тест OSP — сравнительный, то есть результат теста — это не баллы за правильные ответы, а так называемый процентиль, то есть процент абитуриентов, которых вы превзошли.
Процентили высчитываются отдельно для каждой части теста, а потом выводится среднее арифметическое. Например, процентиль 96 означает, что только 4 % от числа всех абитуриентов, сдававших тест вместе с вами, имеют такой же результат, что и вы, или лучше, а 96 % имеют результат хуже вашего.

### Как подготовиться к тесту на предпосылки к обучению
Методисты советуют при подготовке к тесту на предпосылки к обучению много читать сложные тексты (научные и литературные) и таким образом развивать свои способности в использовании языка и расширять свой словарный запас, учиться видеть небольшие различия в значении слов. В текстах нужно учиться различать изложение фактов от авторской позиции и видеть интенцию текста. Также абитуриентам важно научиться формулировать свои взгляды и аргументировать свои позицию, учитывать возможные протиаргументы.
Тест OSP — сложный, так как содержит много вопросов, и на решение каждого у абитуриента буквально минута. Между тем задания тестов построены на определенных принципах и знание этих принципов поможет быстрее выполнять задания.

## Тест на предпосылки к обучению Масарикова университета
Тест на предпосылки к обучению (TSP) является вступительным экзаменом на большинстве факультетов Масарикова университета (кроме факультета социальных исследований и медицинского факультете). Тест проводится в установленные даты как в Брно, так и в Братиславе, и длится 100 минут. Если абитуриент Масарикова университета пытается поступить на несколько специальностей или факультетов, то тест сдает только один раз, результаты засчитываются на все специальности.
От теста OSP организации Scio тест TSP отличается большим количеством частей, а также тем, что отдельные части состоят из меньшего количества заданий. Тест состоит из шести частей, проверяющих цифровое, аналитическое, критическое и вербальное мышление, а также пространственное мышление и общий уровень культуры. Все части теста состоят из 9 заданий на чешском языке, в часть, проверяющую критическое мышление, включено 6 вопросов на иностранном языке (на выбор абитуиента — английском, немецком, французском или испанском). Каждый вопрос имеет пять вариантов ответа, правильным является только один. Критерий успешности теста — так называемый процентиль, который высчитывается на основе количества правильных ответов и вариантов теста TSP и который отражает, какой процент абитуриентов показало результат ниже или такой же. Количество баллов, необходимое для принятия, у каждой специальности отличается.